# Costante dielettrica del vuoto
La costante dielettrica del vuoto è una costante dimensionale definita nel Sistema Internazionale. Il suo valore nelle unità di misura del Sistema Internazionale è:
{\textstyle \varepsilon _{0}=8{,}854\,187\,8128(13)\cdot 10^{-12}\ \mathrm {C^{2}N^{-1}m^{-2}} }
Viene anche chiamata meno propriamente permittività elettrica del vuoto: veniva in effetti inizialmente pensata come la permittività elettrica caratteristica del vuoto, in cui è nulla la suscettività elettrica e non vi è alcun fenomeno di polarizzazione.

## Utilizzo
La costante dielettrica del vuoto mette in relazione diverse grandezze fisiche meccaniche ed elettromagnetiche.
Ad esempio, la forza {\displaystyle {\vec {F}}} che si esercita tra due cariche elettriche puntiformi {\displaystyle q_{1}} e {\displaystyle q_{2}} poste in un mezzo elettricamente omogeneo, isotropo e lineare, alla distanza {\displaystyle {\vec {r}}} l'una dall'altra è espressa dalla legge di Coulomb:
{\displaystyle {\vec {F}}=k\cdot {\frac {q_{1}\cdot q_{2}}{r^{2}}}\cdot {\hat {r}}}
dove {\displaystyle k}  (costante di Coulomb) dipende dalla costante dielettrica del mezzo in cui le cariche sono immerse secondo la relazione {\displaystyle k=1/4\pi \varepsilon }. Adottando sistema di unità SI, nel vuoto (e praticamente anche nell'aria) il coefficiente {\displaystyle k} assume il valore:
{\displaystyle k={\frac {1}{4\pi \varepsilon _{0}}}=8{,}987\,551\,787\,368\,176\,4\cdot 10^{9}\ \mathrm {N\ m^{2}\ C} ^{-2}}
In un mezzo isolante il coefficiente {\displaystyle k} ha la formula:
{\displaystyle k={\frac {1}{4\pi \varepsilon _{0}\varepsilon _{r}}}}
dove {\displaystyle \varepsilon _{r}} è la permittività elettrica relativa. Il prodotto {\displaystyle \varepsilon _{0}\cdot \varepsilon _{r}} si indica con {\displaystyle \varepsilon } e viene detto costante dielettrica del mezzo.
La costante {\displaystyle \varepsilon _{0}} risulta tuttavia difficilmente determinabile numericamente facendo ricorso alla legge di Coulomb. Più frequentemente il suo valore è determinato utilizzando la relazione che definisce la capacità elettrica {\displaystyle C} dei condensatori ad armature piane posti nel vuoto (teoricamente di superficie infinita per evitare effetti di bordo):
{\displaystyle C={\frac {\varepsilon _{0}\cdot A}{d}}}
in cui {\displaystyle A} è l'area di ciascuna delle due armature e {\displaystyle d} la distanza che le separa.

## Velocità della luce
La permittività elettrica del vuoto è significativamente presente nel contesto delle equazioni di Maxwell, da cui discende la seguente equazione che fornisce la velocità di propagazione c delle onde elettromagnetiche nel vuoto:
{\displaystyle c={\frac {1}{\sqrt {\varepsilon _{0}\cdot \mu _{0}}}}}
dove:
{\textstyle \mu _{0}=4\pi \cdot 10^{-7}\ \mathrm {H/m} }
è la permeabilità magnetica. Sostituendo i valori numerici arrotondati si ottiene:
{\displaystyle c={\frac {1}{\sqrt {8{,}85\cdot 10^{-12}\cdot 4\pi \cdot 10^{-7}}}}\approx 3\cdot 10^{8}\ \mathrm {m/s} }